# Покахонтас (округ, Западная Виргиния)
Округ Покахонтас (англ. Pocahontas County) располагается в США, штате Западная Виргиния. Официально образован в 1821 году, получил своё название в честь индейской принцессы Покахонтас. По состоянию на 2012 год, численность населения составляла 8719 человек.

## География
По данным Бюро переписи США, общая площадь округа равняется 2440 км², из которых 2435 км² суша и 4 км² или 0,2 % это водоёмы.

### Соседние округа
- Рандолф (Западная Виргиния) — север
- Пендлтон (Западная Виргиния) — северо-восток
- Хайленд (Виргиния) — восток
- Бат (Виргиния) — юго-восток
- Гринбрайер (Западная Виргиния) — юго-запад
- Уэбстер (Западная Виргиния) — северо-запад

## Население
По данным переписи населения 2000 года в округе проживает 9131 житель в составе 835 домашних хозяйств и 527 семей. Плотность населения составляет 4 человека на км². На территории округа насчитывается 7 594 жилых строений, при плотности застройки около 3-х строений на км². Расовый состав населения: белые — 98,38 %, афроамериканцы — 0,78 %, коренные американцы (индейцы) — 0,07 %, азиаты — 0,14 %, представители других рас — 0,05 %, представители двух или более рас — 0,58 %. Испаноязычные составляли 0,43 % населения независимо от расы.
В составе 25,8 % из общего числа домашних хозяйств проживают дети в возрасте до 18 лет, 53,9 % домашних хозяйств представляют собой супружеские пары проживающие вместе, 7,9 % домашних хозяйств представляют собой одиноких женщин без супруга, 34,1 % домашних хозяйств не имеют отношения к семьям, 29,6 % домашних хозяйств состоят из одного человека, 14,4 % домашних хозяйств состоят из престарелых (65 лет и старше), проживающих в одиночестве. Средний размер домашнего хозяйства составляет 2,3 человека, и средний размер семьи 2,83 человека.
Возрастной состав округа: 20,9 % моложе 18 лет, 7 % от 18 до 24, 27,5 % от 25 до 44, 27,4 % от 45 до 64 и 17,3 % от 65 и старше. Средний возраст жителя округа 42 лет. На каждые 100 женщин приходится 106,2 мужчин. На каждые 100 женщин старше 18 лет приходится 103,6 мужчин.
Средний доход на домохозяйство в округе составлял 26 401 USD, на семью — 32 511 USD. Среднестатистический заработок мужчины был 26 173 USD против 16 780 USD для женщины. Доход на душу населения составлял 14 384 USD. Около 12,7 % семей и 17,1 % общего населения находились ниже черты бедности, в том числе — 20,2 % молодежи (тех кому ещё не исполнилось 18 лет) и 14,6 % тех кому было уже больше 65 лет.